# Caja Rural
Il Grupo Caja Rural, nota anche come Caja Rural, è una rete di società di credito cooperativo spagnole.
È formato da ventinove cooperative di credito e altre entità partecipate spagnole tra cui spiccano la Asociación Española de Cajas Rurales (che gestisce l'intera rete di aziende), il Banco Cooperativo Español (banca centrale del gruppo), la Rural Servicios Informáticos (gestore dei dati del gruppo comune a tutte le consociate) e la Seguros RGA (compagnia assicuratrice), che a loro volta controllano numerose società minori presenti in tutto il territorio spagnolo, per un totale di 73 casse rurali associate al gruppo. Rappresenta oltre il 54% del volume totale delle attività del settore delle cooperative di credito nel paese. Fondata nel 1989, è la principale cooperativa di credito spagnola, con 1,5 milioni di membri e 6,5 milioni di clienti.
Il logo Caja Rural è il marchio utilizzato da molte delle cooperative di credito. La punta è stata disegnata nel 1979 dal designer croato Ante Kvessitch; inizialmente, questa immagine è stata disegnata per la Caja Rural de Albacete, ma presto si è diffusa nel resto delle banche rurali del paese. Oggi rimane l'immagine riconosciuta del marchio del gruppo. Inoltre, il marchio digitale del gruppo è stato recentemente ridisegnato ed evoluto. Ruralvía è il digital banking condiviso da tutte le entità del Gruppo Caja Rural.
Il gruppo nel suo complesso è stato main sponsor di due squadre ciclistiche professionistiche spagnole, una tra il 1987 e il 1989 ed una a partire dal 2010, oltre ad aver supportato alcune formazioni dilettantistiche.

## Storia

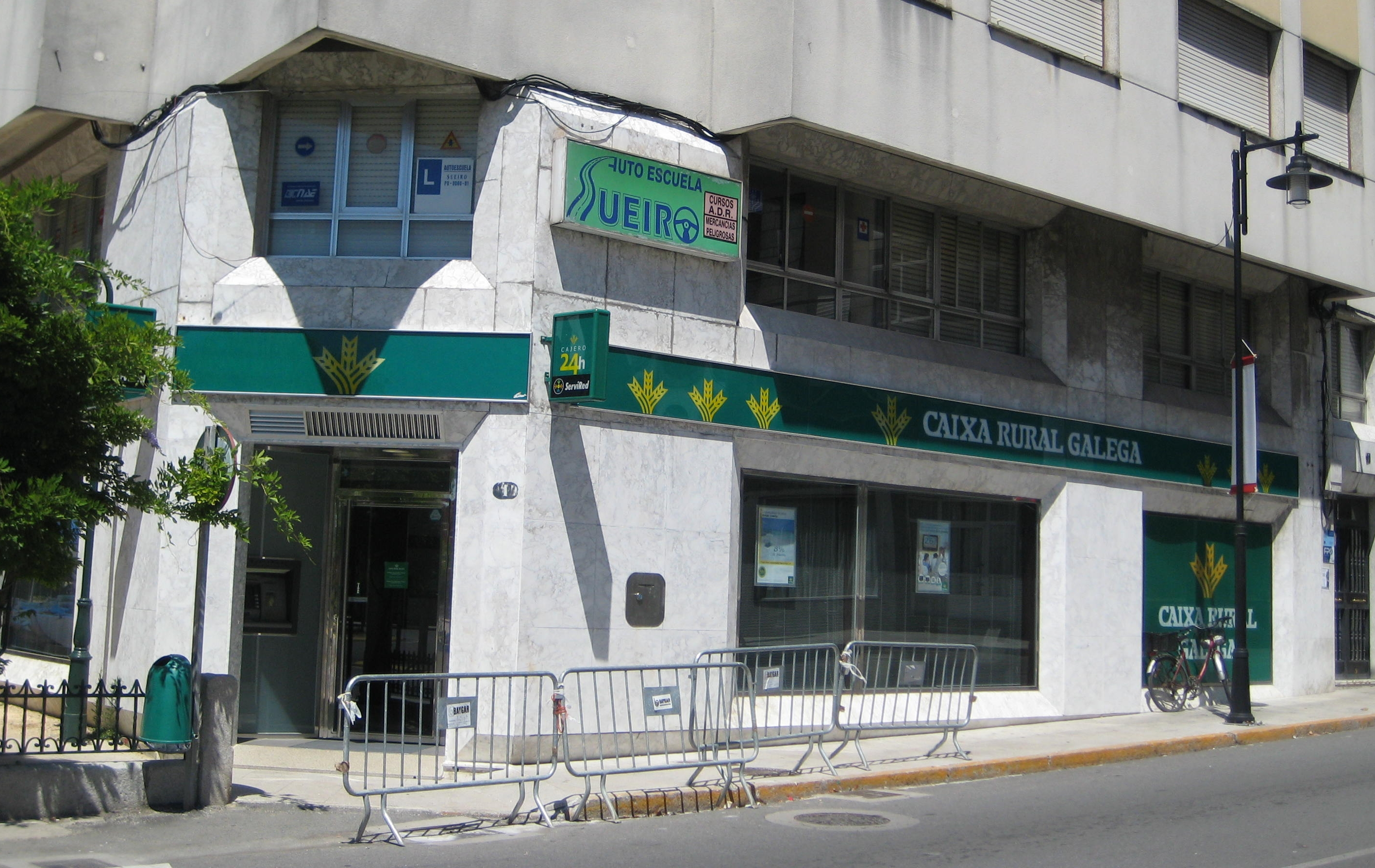
Succursale della Caixa Rural Galega, una delle casse facenti parte della Caja Rural, a Cambados

Nel 1984 è stata istituita la Banca di Credito Agricolo (BCA), che ospita 51 Casse di Risparmio Rurali.
Il 17 marzo 1986 è stata creata la società Seguros RGA, che è emersa come compagnia assicurativa del Gruppo Caja Rural ed è stata costituita anche Rural Servicios Informáticos.
Nel 1989 23 Casse di Risparmio Rurali, fino ad allora appartenenti al Banco de Crédito Agrícola, hanno lasciato il Gruppo BCA e hanno creato l'Associazione Spagnola delle Cooperative di Credito.

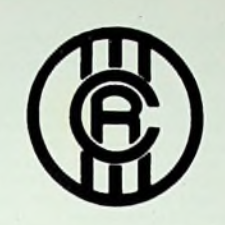
Vecchio logo di Caja Rural (Logotipo antiguo de Caja Rural (anteriore al 1978)

Nel 1990 è stato creato il Banco Cooperativo Español per fungere da banca centrale per il suo azionista Cajas Rurales. I suoi azionisti sono costituiti da 74 cooperative di credito spagnole e da un istituto di credito tedesco. È composto da diverse società come Rural Inmobiliario, Gescooperativo, Rural Servicios Informáticos, Espiga Capital Gestión e BCE Formación.
Nel 2018 è stata creata Grucajrural Inversiones, l'entità capofila del gruppo di cui fanno parte sia il Banco Cooperativo Español che RGA Seguros Generales Rural.